# Lomtjärnen (Lillhärdals socken, Härjedalen, 687562-137905)
Lomtjärnen är en sjö i Härjedalens kommun i Härjedalen och ingår i Ljusnans huvudavrinningsområde.